# Valencienner Straße 9 (Düren)

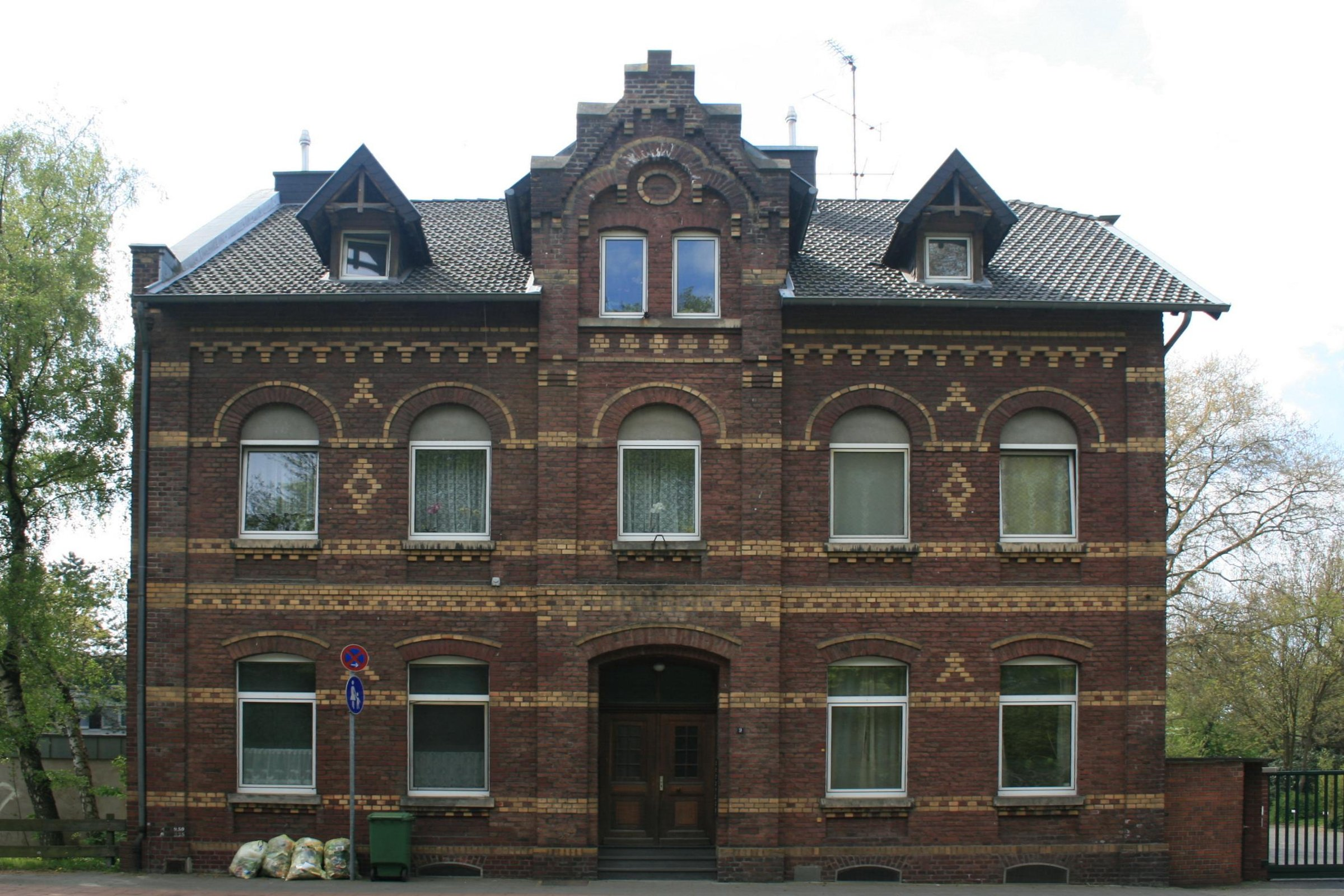
Vorderansicht

Das Gebäude Valencienner Straße 9 befindet sich in Düren in Nordrhein-Westfalen. 
Das Wohngebäude ist das ehemalige Prokuristenwohnhaus der Tuchfabrik Leopold Schoeller. Es wurde um 1895 erbaut.
Der zweigeschossige traufständige Backsteinbau hat helle Backsteinziereinlagen. Auf dem Haus befindet sich ein Krüppelwalmdach. Die Front ist fünfachsig ausgebildet. Der Eingang befindet sich in der risalitartig ausgebildeten Mittelachse mit Treppengiebel. Im Erdgeschoss hat das Haus Stichbogenfenster, im Obergeschoss Rundbogenfenster. 
Das Bauwerk ist unter Nr. 1/073 in die Denkmalliste der Stadt Düren eingetragen.